# Greggio (Italia)
Greggio (Gregg in piemontese) è un comune italiano di 320 abitanti della provincia di Vercelli in Piemonte. Una parte del comune è compresa nel Parco naturale delle Lame del Sesia.

## Origini del nome
Il nome del borgo sembrerebbe derivare dal latino gregius ovvero "grezzo, non lavorato", in riferimento forse alla terra non coltivata che trovavasi anticamente in questi luoghi.

## Storia
Da Greggio, in epoca romana, passava la via delle Gallie, strada romana consolare fatta costruire da Augusto per collegare la Pianura Padana con la Gallia.
Le prime attestazioni dell'esistenza del borgo risalgono al X-XI secolo quando esso viene citato più volte in alcuni diplomi imperiali tra cui quello di Ottone III del 999 dove viene indicato come dipendente dall'abbazia dei Santi Nazario e Celso che vi fece erigere per prima un castello. L'abbazia, su interessamento dei conti di Biandrate, venne sottomessa dal XIII secolo al comune di Vercelli, il quale impose la creazione e manutenzione di un fossato con degli spalti di protezione. A questo stesso periodo risalgono poche strutture oggi visibili in quanto nel 1223 il podestà di Milano, Mercurino Pace, dispose la distruzione di gran parte delle strutture difensive dell'abitato, di cui restò soltanto il campanile ed il monastero (fortificato poi nel corso del Cinquecento) grazie ad un interessamento personale del marchese Manfredo II Lancia. L'insediamento passò poi ai Visconti nel 1335 ed infine ai Savoia nel 1373. Tra il 1405 e il 1407 il luogo è occupato da Facino Cane per conto del marchese di Monferrato che lo annetté ai propri feudi e poi dall'esercito del conte Filippo Tornielli di Briona che distrusse in gran parte il paese conservandone la potestà sino agli inizi del Cinquecento.
Nel 1513 l'imperatore Massimiliano I inserì Greggio nella contea della famiglia Gattinara, concedendolo a Mercurino Arborio di Gattinara.

### Storia contemporanea
Nella notte tra il 12 ed il 13 maggio 1945, una decina di giorni dopo la fine della seconda guerra mondiale, il paese fu teatro di una esecuzione sommaria di un gruppo di prigionieri militi della Repubblica Sociale Italiana (RSI).

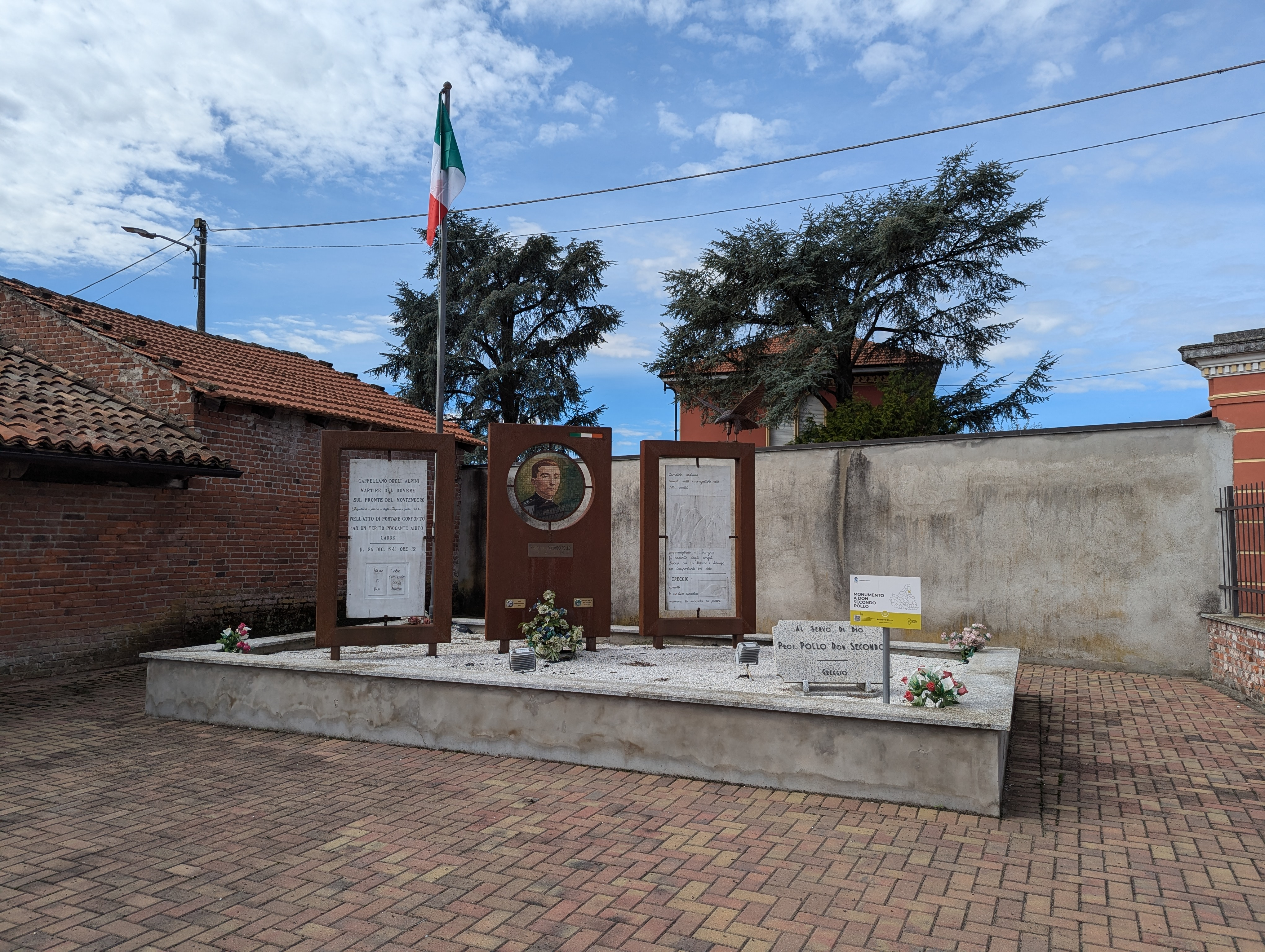
Monumento dedicato al beato sacerdote e alpino Don Secondo Pollo (1908-1941)

Nel 2016 è stato inaugurato nell'area del nuovo parco giochi comunale, da parte dell'A.N.A., il monumento dedicato al prete-alpino Don Secondo Pollo, nativo di Caresanablot.

### Simboli
Lo stemma e il gonfalone del comune di Greggio sono stati concessi con decreto del presidente della Repubblica del 2 marzo 1954.
Il gonfalone è un drappo di azzurro.

## Società

### Evoluzione demografica
Abitanti censiti

## Infrastrutture e trasporti
Tra il 1879 e il 1933 Greggio fu servito dalla tranvia Vercelli-Aranco.

## Sport

### Calcio
La principale squadra di calcio è l'U.S.D. Greggio 2009 che milita nel girone B piemontese e valdostano di 1ª Categoria.
È nata nel 2009.
I colori sociali sono: bianco e celeste.